# 이문혁
이문혁(1971년 10월 30일~ , 광주광역시)은 장르문학 소설가 / 시나리오 작가 / 일러스트레이터 / 대학교수이다. 시각디자인과 만화예술을 전공했다. 게임 프로그래밍과 디자이너로 활동하다 2004년 발해 출판사를 통해 작가로 데뷔했다.

## 활동
- 2004년 : (SF판타지) : THE ROOT(4권)(인류의 기원을 찾아가는 이야기)(처녀작)
- 2006년 : (퓨전판타지) : 선법의 계승자(6권)
- 2007년 : (무협) : 무림해결사 고봉팔(10권)(해결사 삼부작의 2부)
- 2008년 : (무협) : 마협소운강(10권)(해결사 삼부작의 1부)
- 2009년 : (무협) : 일구이언 이부지자(7권)(해결사 삼부작의 3부)
- 2010년 : (퓨전무협) : 난전무림기사(7권)
- 2010년 : (무협) : 풍소천전기(8권)
- 2011년 : (판타지) : 레인마르크
- 2013년 : (현대판타지) : 퍼슈어

현재는 소설, 시나리오 및 팝아트 작가로 활동 중이다.